# BP Solar
BP Solar était une filiale du groupe pétrolier BP crée en 1981 et qui était un producteur et installeur de panneaux solaires. Le siège social se trouvait à Madrid tandis que les usines de production se situait à Frederick dans le Maryland, en Inde et en Chine.

## Historique
BP rachète la moitié des parts de Lucas Energy System en 1981 qu'elle renomme « Lucas BP Solar Systems ». En 1999, elle devient le premier producteur mondial de panneaux solaire en augmentant sa participation dans l'usine américaine Solarex à 100%.
En 2004, la partie R&D de BP Solar a été vendue au National Renewable Energy Center (Narec) du Royaume-Uni. En 2013, il est devenu Solar Capture Technologies.
En 2010, il a fermé l'usine à Frederick, Maryland. BP Solar a été fermé le 21 décembre 2011 lorsque BP a annoncé son départ du secteur de l'énergie solaire.

## Operation
Les centrales photovoltaïques fournit par BP Solar sont : 
- Bürstadt, Germany — 5 MW avec 30,000 modules
- Springerville, Arizona, USA — 4.59 MW avec 34,980 modules
- Geiseltalsee, Germany — 4 MW avec 25,000 modules
- Long Island, New York, USA — 32 MW avec 164,312 modules

BP Solar a également participé à la commercialisation d'une batterie au plomb-acide à cycle profond de longue durée, bien adaptée au stockage d'électricité pour les systèmes d'énergie renouvelable dans les régions éloignées.